# Cantone di Saint-Cyr-l'École
Il Cantone di Saint-Cyr-l'École è una divisione amministrativa degli arrondissement di Saint-Germain-en-Laye e di Versailles.
A seguito della riforma complessiva dei cantoni del 2014 è passato da 3 a 6 comuni.

## Composizione
Prima della riforma del 2014 comprendeva i comuni di:
- Bois-d'Arcy
- Fontenay-le-Fleury
- Saint-Cyr-l'École

Dal 2015 comprende i comuni di:
- Bois-d'Arcy
- Chavenay
- Fontenay-le-Fleury
- Rennemoulin
- Saint-Cyr-l'École
- Villepreux